# Verwaltungsgemeinschaft Schwarzatal
De Verwaltungsgemeinschaft Schwarzatal in het Thüringische landkreis Saalfeld-Rudolstadt is een gemeentelijk samenwerkingsverband waarbij 10 gemeenten zijn aangesloten. 
Het samenwerkingsverband is ontstaan door de fusie van Verwaltungsgemeinschaft Bergbahnregion/Schwarzatal en Verwaltungsgemeinschaft Mittleres Schwarzatal op 1 januari 2019 en het bestuurscentrum bevindt zich in de op diezelfde dag gevormde gemeente Schwarzatal.

## Deelnemende gemeenten
De volgende gemeenten maakten deel uit van de Verwaltungsgemeinschaft:
1. Cursdorf
2. Deesbach
3. Döschnitz
4. Katzhütte
5. Meura
6. Rohrbach
7. Schwarzatal *
8. Schwarzburg
9. Sitzendorf
10. Unterweißbach